# Baie Togiak
Pour les articles homonymes, voir Togiak.

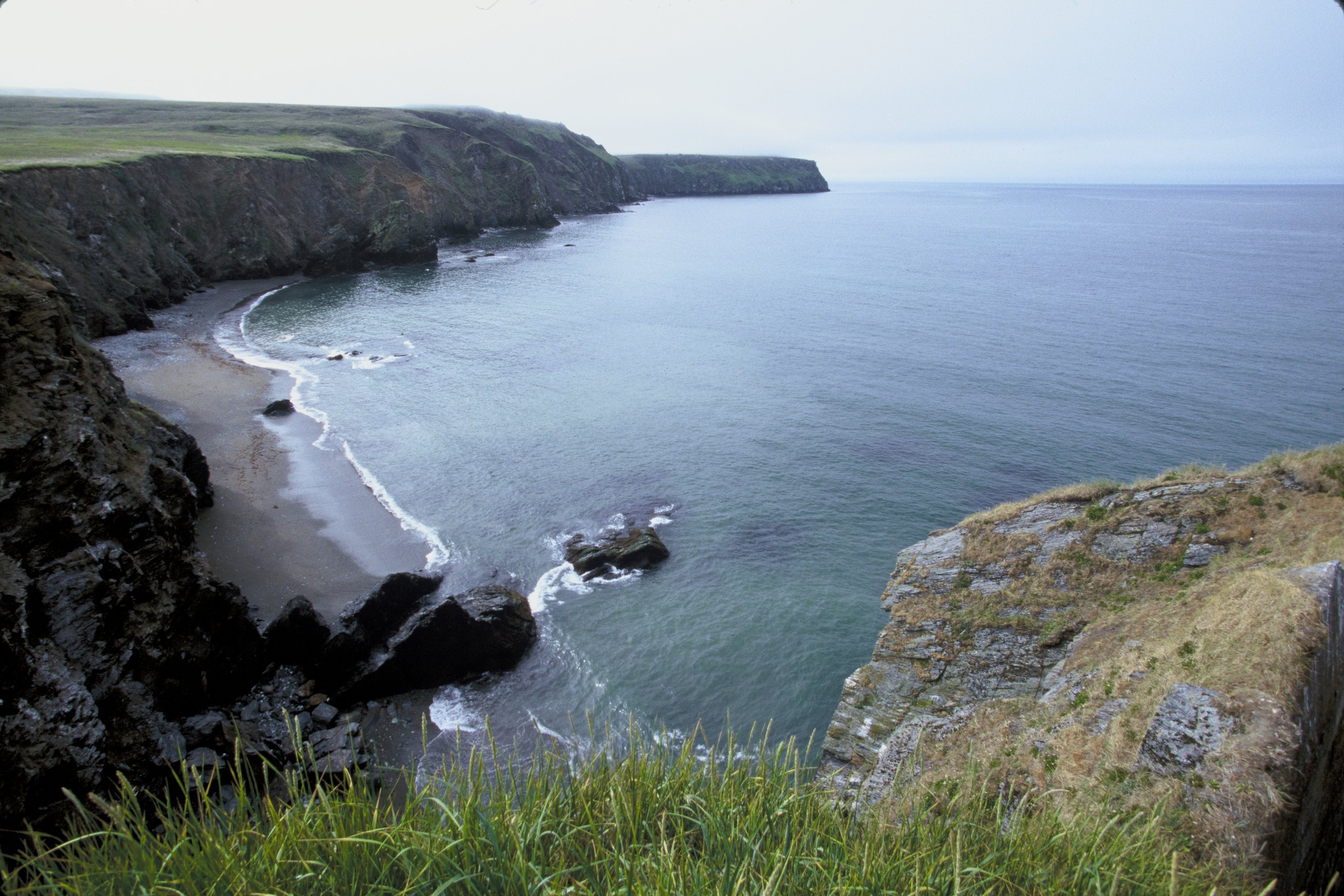
Côte de la baie Togiak.

La baie Togiak est une baie du sud-ouest de l'Alaska, aux États-Unis dans la région de recensement de Dillingham. Elle fait environ 18 milles (29 km) de long.
Elle s'étend en direction du sud-ouest depuis la rivière Togiak jusqu'à l'île Hagemeister, et à l'est à 25 milles (40 km) depuis Tongue Point jusqu'à l'embouchure de la rivière Negukthlik.

## Sources
- (en) Cet article est partiellement ou en totalité issu de l’article de Wikipédia en anglais intitulé « Togiak Bay » (voir la liste des auteurs).